# Nesodynerus
Nesodynerus är ett släkte av steklar. Nesodynerus ingår i familjen Eumenidae.

## Dottertaxa tillNesodynerus, i alfabetisk ordning[1]
- Nesodynerus acoelogaster
- Nesodynerus conifer
- Nesodynerus cooki
- Nesodynerus cyanopteryx
- Nesodynerus cyphotes
- Nesodynerus dubiosus
- Nesodynerus egens
- Nesodynerus hawaiiensis
- Nesodynerus heterochromus
- Nesodynerus leiodemas
- Nesodynerus montanus
- Nesodynerus niihauensis
- Nesodynerus oahensis
- Nesodynerus oblitus
- Nesodynerus obscurepunctatus
- Nesodynerus optabilis
- Nesodynerus orbus
- Nesodynerus paganensis
- Nesodynerus paractias
- Nesodynerus peles
- Nesodynerus pseudochromus
- Nesodynerus purpurifer
- Nesodynerus rubritinctus
- Nesodynerus rubropustulatus
- Nesodynerus rudolphi
- Nesodynerus saipanensis
- Nesodynerus scoriaceus
- Nesodynerus sociabilis
- Nesodynerus unicus
- Nesodynerus vulcanus
- Nesodynerus xerophilus